# Bill Riebe
Willard Roy Riebe, detto Bill (Cleveland, 15 agosto 1917 – Mayfield Heights, 6 febbraio 2000), è stato un cestista statunitense, professionista nella NBL. Era il fratello di Mel Riebe.

## Carriera
Giocò per tre stagioni nella NBL, disputando complessivamente 64 partite con 3,5 punti di media.